# Riddes
Riddes est une commune suisse du canton du Valais, située dans le district de Martigny.

## Géographie
Riddes se situe sur la rive gauche du Rhône. La commune comprend, outre Riddes, le hameau d'Auddes, la station touristique de La Tzoumaz, anciennement connue sous le nom des Mayens-de-Riddes, et le bourg d'Écône, qui abrite la Fraternité sacerdotale Saint-Pie-X, fondée par Monseigneur Marcel Lefebvre en 1970.
Le territoire de Riddes s'étend sur 23,88 km2. Lors du relevé de 2013-2018, les surfaces d'habitations et d'infrastructures représentaient 12,1 % de sa superficie, les surfaces agricoles 29,3 %, les surfaces boisées 38,7 % et les surfaces improductives 19,8 %.
| Saillon | Leytron / Chamoson | Nendaz    |
| Saxon   | Riddes             | Isérables |
|         | Val de Bagnes      | Nendaz    |

## Toponymie
Le nom de Riddes pourrait dériver de l’adjectif latin rĭgĭda, « dur, raide » (avec un nom féminin tel que pente qui serait sous-entendu), la commune se trouvant au pied de la montée très raide menant à Isérables.
La commune se nomme Ridda en patois valaisan. Son ancien nom en allemand est Riden.

## Population

### Gentilé
Les habitants de la commune se nomment les Riddans. 

### Démographie

#### Évolution de la population
Riddes compte 3 701 habitants au 31 décembre 2023 pour une densité de population de 155 hab/km2. Sur la période 2010-2019, sa population a augmenté de 17,9 % (canton : 10,5 % ; Suisse : 9,4 %).  

#### Pyramide des âges
En 2020, le taux de personnes de moins de 30 ans s'élève à 35,1 %, au-dessus de la valeur cantonale (31,7 %). Le taux de personnes de plus de 60 ans est quant à lui de 24,4 %, alors qu'il est de 26,6 % au niveau cantonal.
La même année, la commune compte 1 684 hommes pour 1 593 femmes, soit un taux de 51,4 % d'hommes, supérieur à celui du canton (49,6 %).
| Hommes | Classe d’âge | Femmes |
| ------ | ------------ | ------ |
| 0,5    | 90 ans ou +  | 1,2    |
| 7,2    | 75 à 89 ans  | 8,3    |
| 14,8   | 60 à 74 ans  | 16,7   |
| 21,9   | 45 à 59 ans  | 21,0   |
| 18,4   | 30 à 44 ans  | 19,6   |
| 20,5   | 15 à 29 ans  | 17,5   |
| 16,6   | - de 14 ans  | 15,6   |

| Hommes | Classe d’âge | Femmes |
| ------ | ------------ | ------ |
| 0,5    | 90 ans ou +  | 1,2    |
| 7,5    | 75 à 89 ans  | 9,4    |
| 16,8   | 60 à 74 ans  | 17,7   |
| 22,2   | 45 à 59 ans  | 21,7   |
| 20,3   | 30 à 44 ans  | 19,4   |
| 17,7   | 15 à 29 ans  | 16,6   |
| 14,9   | - de 14 ans  | 14,1   |

## Tourisme
La station de ski de La Tzoumaz fait partie du domaine skiable des 4 Vallées qui compte 410 km de pistes. On y pratique le ski, le snowboard et la luge, avec notamment une des pistes de luge les plus longues d'Europe : 10 km de long, 848 m de dénivelé. En été, la station de La Tzoumaz est également ouverte, et l'on peut pratiquer de nombreuses activités telles que le mountain bike et la randonnée pédestre.

## Culture et patrimoine

### Patrimoine bâti
La Vidondée, édifice dont l'histoire remonte à la seconde moitié du XVIe siècle, ancienne possession des sires du Châtelard, a été restaurée en 1995 pour devenir le centre culturel de Riddes : cette ancienne grange rénovée sert de salle de spectacles, d'expositions, de réunions.
Au nord de l'ancienne église s'élève l'actuelle église paroissiale, édifice en béton juxtaposant d'impressionnants volumes cubiques. Elle a été bâtie en 1970-1972 par les architectes Xavier Furrer et Willy Jeiziner. L'intérieur conserve les fonts baptismaux et les statues de l'ancien sanctuaire. Les vitraux contemporains sont signés Werner Zurbriggen.
L'ancienne église paroissiale Saint-Laurent, bâtie en 1701, de plan rectangulaire, est flanquée au sud d'un clocher à flèche de pierre octogonale. La nef couverte d'une voûte d'arêtes. Le maître autel baroque et chaire sculptée datent de vers 1700. Cet édifice ne sert plus que de chapelle mortuaire.

Ancienne église Saint-Laurent de 1701 et son cimetière.
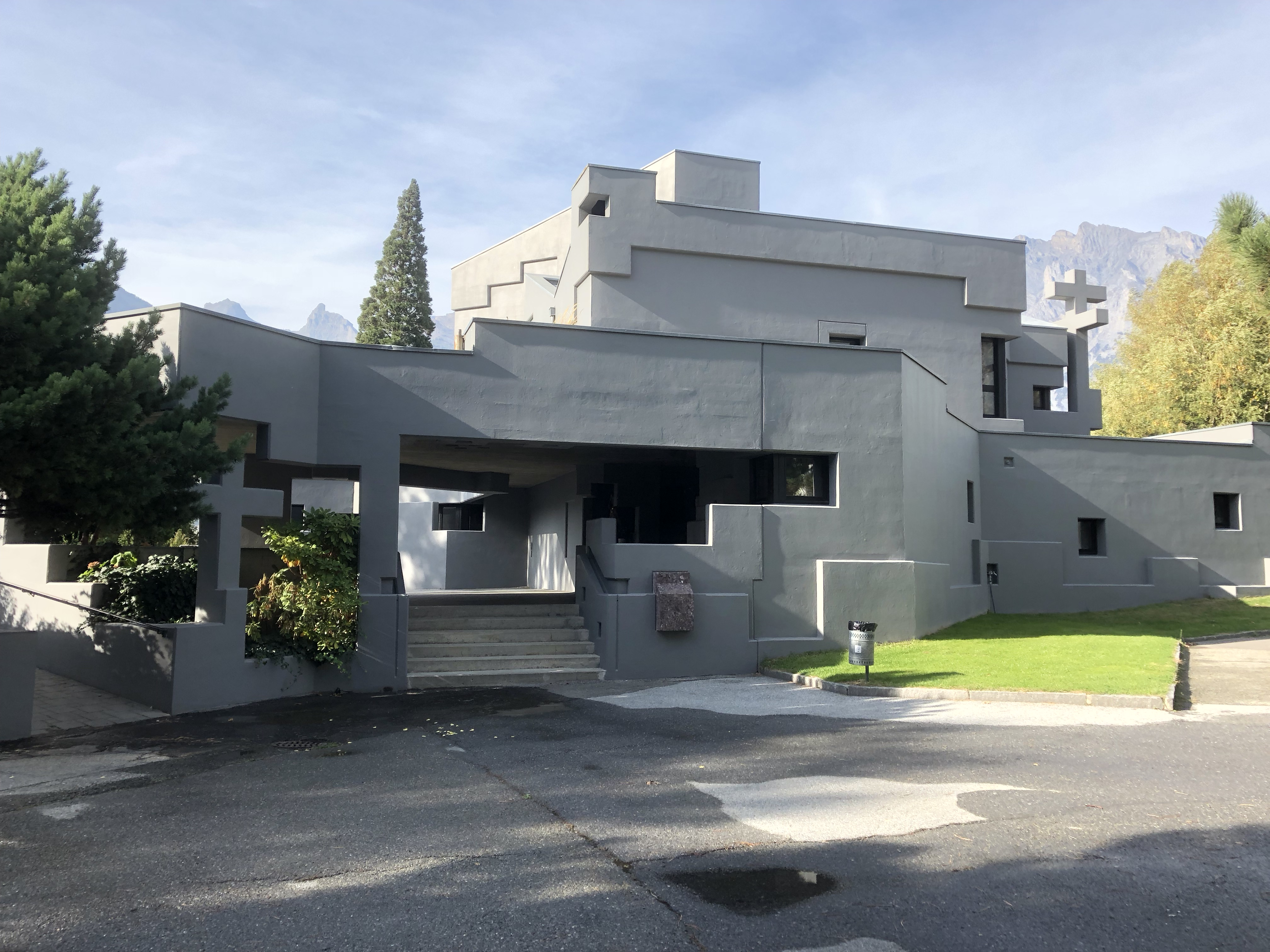
Église paroissiale de 1972.
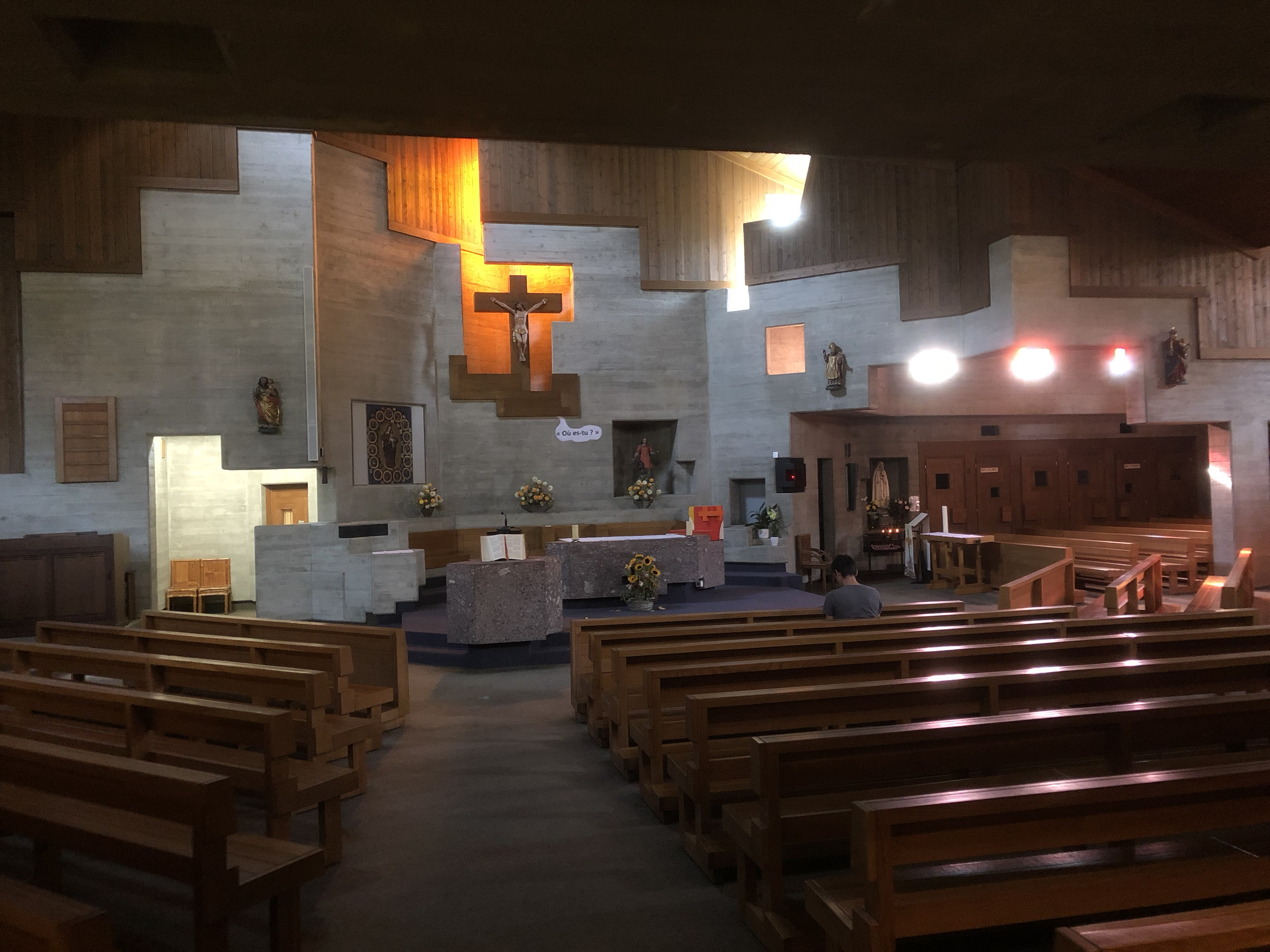
Église paroissiale de 1972, vue intérieure.

### Héraldique
| Blason | Blasonnement : « Tiercé en pal ondé, au 1 d'azur à l'épi de blé d'or surmonté de deux étoiles d'argent ; au 2 d'argent au pont couvert de sable maçonné d'argent, fortifié à dextre d'une tour crénelée du même ajourée du champ ; au 3 de gueules à la grille de saint Laurent d'or. » |

Les armoiries de Riddes sont attestées en 1860. Elles font référence à la culture du blé à Riddes, à l'ancien pont fortifié sur le Rhône et au saint patron Laurent de Rome.

### Fonds d'archives
- Fonds : Riddes, Commune / Bourgeoisie / Paroisse (1302-20e siècle) [16,23 mètres].  Cote : CH AEV, AC Riddes. Sion : Archives de l'État du Valais (présentation en ligne).